# John Jennings (politiker)
John Jennings, född 6 juni 1880 i Jacksboro i Tennessee, död 27 februari 1956 i Knoxville i Tennessee, var en amerikansk republikansk politiker. Han var ledamot av USA:s representanthus 1939–1951.
Jennings studerade juridik och inledde 1903 sin karriär som advokat i Tennessee. År 1939 efterträdde han J. Will Taylor som kongressledamot och efterträddes 1951 av Howard Baker Sr.